# Tetiana Dudyk
Tetiana Dudyk (ukr. Тетяна Дудик; ur. 21 czerwca 1985) – ukraińska wioślarka.

## Osiągnięcia
- Mistrzostwa Świata U-23 – Brześć 2005 – czwórka bez sternika – 9. miejsce[1].
- Mistrzostwa Świata – Eton 2006 – ósemka – 12. miejsce[1].
- Mistrzostwa Europy – Ateny 2008 – ósemka – 6. miejsce[1].
- Mistrzostwa Europy – Brześć 2009 – ósemka – 3. miejsce[1].
- Mistrzostwa Europy – Montemor-o-Velho 2010 – ósemka – 4. miejsce[1].